# Dernbach (Weinstraße Meridionale)
Dernbach è un comune tedesco di 445 abitanti della Renania-Palatinato.
Appartiene al circondario del Weinstraße Meridionale ed è parte della comunità amministrativa di Annweiler am Trifels.